# Balkî, Bar
Balkî (în ucraineană Балки) este localitatea de reședință a comunei Balkî din raionul Bar, regiunea Vinnița, Ucraina.

## Demografie
Componența lingvistică a localității Balkî
     Ucraineană (78,85%)
     Rusă (21,15%)
Conform recensământului din 2001, majoritatea populației localității Balkî era vorbitoare de ucraineană (78,85%), existând în minoritate și vorbitori de rusă (21,15%).